# Askims och Mölndals domsaga
Askims och Mölndals domsaga var en domsaga i Göteborgs och Bohus län, bildad 1955 efter en delning av   Askims, Hisings samt Sävedals domsaga. 
Domsagan lydde under Hovrätten för Västra Sverige. Domsagan omfattade Askims härad och Mölndals stad. Domsagan upphörde 1 januari 1971 och verksamheten överfördes till Mölndals tingsrätt med domkrets.

## Tingslag
- Askims och Mölndals tingslag

## Häradshövdingar
- 1955–1960 Karl Emanuel Zuhr
- 1960–1967 Sigurd Gustav Wildte
- 1967–1970 Carl-Ivar Lefwander